# Carnosaur
Carnosaur – powieść z gatunku horror autorstwa brytyjskiego pisarza Johna Brosnana, wydana pod pseudonimem Harry Adam Knight.

## Fabuła
Ekscentryczny brytyjski arystokrata, sir Penward, w swoim prywatnym zoo przechowuje wiele dzikich i niebezpiecznych zwierząt. Po wypadku, podczas którego jedno z nich ucieka i zabija kilku mieszkańców okolic, kolekcją Penwarda zaczyna interesować się dwójka miejscowych dziennikarzy – Pascal i Jenny. W końcu udaje im się ustalić, że niezrównoważony psychicznie człowiek odkrył metodę na przywrócenie do życia dinozaurów, którymi zamierza zaludnić świat.

## Tło
Brosnan napisał Carnosaura w 1984, pod wpływem słów przyjaciela, który przekonywał go, iż niebawem dinozaury staną się bardzo popularnym tematem w popkulturze. Powieść, wydana w tym samym roku, nie spotkała się jednak z ciepłym przyjęciem u czytelników.

## Podobieństwa do Parku Jurajskiego
Po emisji filmu Park Jurajski Brosnan był niechętny wznawianiu tej książki, gdyż obawiał się, że będzie mu się stawiać zarzuty o plagiat, choć jego powieść powstała sześć lat wcześniej. W filmie pojawiły się sceny podobne do tych opisanych w powieści Brosnana, który sam w wywiadzie przyznał, że podobają mu się.

## Ekranizacja
W 1993 Adam Simon, na fali popularności dinozaurów w kinematografii, nakręcił film na podstawie książki Brosnana, będący jej luźną adaptacją. Powstały też jego dwa sequele, dostępne wyłącznie na kasetach video. Brosnan przyznał, że filmowa wersja nie przypadła mu do gustu.

## Polskie wydanie
W Polsce książka ukazała się w 1991, w formacie kieszonkowym, nakładem wydawnictwa Phantom Press International, jako ósma pozycja w serii Horror i trzecia powieść tego autora w Polsce.